# Оман на Летњим олимпијским играма 2004.
Оман је на Олимпијским играма у Атини 2004. учествовао шести пут као самостална земља.
Оманска делегација, је на Олимпијским играма 2004. учествовала са двојицом спортиста који су се такмичили у два спорта. 
Заставу Омана на свечаном отварању Игара носио је атлетичар Hamoud Abdallah Al-Dalhami.
Омански олимпијски тим је остао у групи екипа које нису освојиле ниједну медаљу.

## Учесници по дисциплинама
| Спорт      | Мушкарци | Жене | Укупно |
| ---------- | -------- | ---- | ------ |
| Атлетика   | 1        | 0    | 1      |
| Стрељаштво | 1        | 0    | 1      |
| Укупно(2)  | 2        | 0    | 2      |

## Резултати по спортовима

### Атлетика
| Атлетичар Лични рекорд            | Дисциплина | Група    | Група    | Четвртфинале     | Четвртфинале     | Полуфинале       | Полуфинале       | Финале           | Финале | Детаљи |
| Атлетичар Лични рекорд            | Дисциплина | Резултат | Место    | Резултат         | Место            | Резултат         | Место            | Резултат         | Место  | Детаљи |
| --------------------------------- | ---------- | -------- | -------- | ---------------- | ---------------- | ---------------- | ---------------- | ---------------- | ------ | ------ |
| Hamoud Abdallah Al-Dalhami, 20,94 | 200 м      | 21,82    | 7 у гр 4 | Није се пласирао | Није се пласирао | Није се пласирао | Није се пласирао | Није се пласирао | 49/55  |        |

## Стрељаштво

### Мушкарци
| Стрелац        | Дисциплина | Квалификација  | Квалификација | Финале           | Финале           | Пласман | Детаљи |
| Стрелац        | Дисциплина | Резултат       | Пласман       | Резултат         | Укупно           | Пласман | Детаљи |
| -------------- | ---------- | -------------- | ------------- | ---------------- | ---------------- | ------- | ------ |
| Салем ел-Насри | дубл трап  | 125 (39+43+43) | 21            | Није се пласирао | Није се пласирао | 21 /25  |        |